# José Pereira Rego Filho
José Pereira Rego Filho (2 de julho de 1845 – Rio de Janeiro, 4 de maio de 1929) foi um médico brasileiro.
Filho do também médico José Pereira Rego, o barão de Lavradio. Doutorado em medicina, defendendo a tese “Dos casamentos consanguíneos”. Foi eleito membro da Academia Nacional de Medicina em 1870, com o número acadêmico 110, na presidência de seu pai José Pereira Rego.